# Markus Eichler
Markus Eichler (Varel, 18 febbraio 1982) è un ex ciclista su strada tedesco, professionista dal 2007 al 2014.

## Carriera
Cresciuto nella squadra tedesca Regiostrom (ex ComNet), tra 2003 e 2006 conquista la vittoria in alcune corse per juniores e Under-23 fra le quali il Profronde van Drenthe. Nel 2007 passa professionista con gli svedesi dell'Unibet.com, mentre nel 2008 si trasferisce al Team Milram. Al Giro d'Italia 2008 ha ricevuto il numero nero, contrassegno dell'ultimo in classifica (è arrivato a Milano in 141ª posizione). Nel 2010 ottiene il primo successo da professionista, aggiudicandosi la Batavus Pro Race nei Paesi Bassi; nello stesso anno partecipa anche alla Vuelta a España.
Nel 2011, complice la chiusura del Team Milram, è tra le file del Team NSP, dal 2012 al 2013 gareggia invece per il Team NetApp e nel 2014 per il Team Stölting. Si ritira dall'attività al termine della stagione 2014.

## Palmarès
- 2006

Grand Prix de la Ville de Lillers
1ª tappa Tour du Brabant Wallon (Villers-la-Ville > Oisquercq)
Classifica generale Tour du Brabant Wallon
Profronde van Drenthe
- 2010 (Milram, una vittoria)

Batavus Pro Race
- 2011 (Team NSP, due vittorie)

4ª tappa Azerbaijan International Tour (Sarab > Tabriz)
Prologo Flèche du Sud (Kayl)

## Piazzamenti

### Grandi Giri
- Giro d'Italia

2008: 141º
- Vuelta a España

2010: 114º

### Classiche monumento
- Giro delle Fiandre

2013: 106º
- Parigi-Roubaix

2013: ritirato